# Домашлин
Домашли́н — село в Україні, у Корюківській міській громаді Корюківського району Чернігівської області. Населення становить 505 осіб. До 2016 року орган місцевого самоврядування — Домашлинська сільська рада, якій були підпорядковані с. Бешківка, с. Луковець.

## Географія
Село розташоване за 18 км від районного центру і 16 км залізничної станції Мена на лінії Бахмач — Гомель. Висота над рівнем моря — 146 м.

## Топоніміка
Походження назви села найвірогідніше відповідає версії, що запропоновував уродженець села проф. Іван Пуховий. Назва в нинішньому прочитанні є незрозумілого фонетичного походження, але в архівних матеріалах село згадується під назвами Домишлин та Домислин. Скоріш за все назва походить від слова «домислювати», тобто вигадувати надумані речі. Написання села латинкою внаслідок ополячення України того часу привело до деформації звуків.

## Історія
Село Домашлин засновано за різними даними у 1500—1550 роках за часів входження території сучасної України в Литовську державу.
Під час пошуків краєзнавець Іван Пуховий знайшов родичку Василя Полоницького, який колись володів селом, Валерію Шахбазову, м. Москва. Завдяки цьому вдалося відновити частину історії. Полоницькому село дісталось у 1710 році від наказного гетьмана Павла Полуботка, який поміняв його на с. Боровичі біля Любеча. До Полуботка селом володів генеральний писар гетьмана Івана Мазепи — Пилип Орлик. Перед Орликом село до 1700 року належало Менському сотнику Івану Куриці (Курочка, Курський).
Василь Полоницький активно заселяв землі у своїх домашлинських володіннях. 13 серпня 1710 року він отримав універсал гетьмана Івана Скоропадського з дозволом поселити при Брецькому хуторі «людей заграничных литовских» для «гаченя гребли». У 1710 році Полоницький заснував поблизу Домашлина слобідку Володимирівку, а у 1714 та 1716 роках — слободу Іванівку при Хавдіївському млині та слободу Михайлівку Тютюнниківську. Станом на 1726 рік йому належало у Домашлині 99 дворів «пахатных мужиков» та 24 двори городників. Володимирівка, Іванівка та Михайлівка налічували відповідно 35, 19 та 14 дворів. Але господарювання Полоницького у своїх маєтностях супроводжувалося численними зловживаннями та здирствами по відношенню до власних підданих. У 1715 та 1727 роках домашлинці скаржились на нього за надмірні побори, відібрання ґрунтів та іншого майна. У 1727 році Генеральна військова канцелярія розглядала справу про навернення Полоницьким у підданство декількох домашлинських козаків. Всупереч її наказу, він побив їхнього отамана Василя Ананченка, а потім погрожував сотнику Івану Сахновському та старшині, яка приїхала на скаргу отамана. За наказом канцелярії Полоницького доставили до Глухова, де за подальшим слідством у нього хотіли відібрати Домашлин. Проте згодом залишили, присудивши тримати Полоницького «на армате» та стягнути з нього «навязки» в розмірі 40 коп на користь Ананченка та вдвічі більше за погрози сотнику.
Раніше до села належала слобода Михайлівка, яка потім була Михайлівкою Тютюнницькою, тепер с. Тютюнниця. Було ще при селі 2 слободи — Іванівка і Володимирівка, але їх сучасні назви невідомі і немає жодної інформації від жителів та в джерелах.
Бідні селяни, жителі села, у переписах значаться як «огородники», бо землі було мало і не було коней і волів.
Наведемо приклади, зібрані крєзнавцем Іваном Пуховим у 2025 році,  деяких рідкісних імен мешканців села у 19-20 сторіччі:
Чоловічі: Хок, Махтей, Овсій, Конон, Терешко, Каленик, Прокіп, Мина, Лаврін, Євдоким, Гордій, Масій, Кирик, Кирьян, Парфен, Корній, Лука, Мефодій, Тит,  Сила, Хома, Єфрем, Омелько, Савка, Кузьма, Никифор, Харитон, Никандр.
Жіночі: Хівря, Гапа, Єпистина, Марфа, Ходора, Хима, Капитилина, Хвеодосія, Гівдя, Устина, Пріся, Степанида, Хвеня, Хвекла, Хваня, Параска, Палажка.
У селі стояло в напрямку до с. Ольшане 2 млини. Один з них належав людині на прізвище Ребко (Рябко). Дочка одного з Ребків — Ольга була дружиною письменника Олекси Десняка. У 1869 році була побудована дерев'яна церква з дзвонами, що носила назву Церква Пречистої діви Марії. Церкву, за часів радянської влади, переробили на «Колбуд» — клуб. День села святкується на другу Пречисту — 21 вересня.
Перша школа з дерева збудована земством в 1913 році. Вона служила до 80-х років 20 століття. Нова школа з цегли (двоповерхова) збудована за ініціативою Пухового І. І. та з допомогою начальника Київського військового округу Герасимова, який був депутатом ВР СРСР і написав у відповідь на звернення Пухового І. І. лист. З середини 50-х років школа стала середньою і до неї ходили з навколишніх 4-х сіл.
Під час Голодомору у Домашлині від голоду померла 1 людина, також були знайдені рештки з'їдених дитячих трупів і труп 19-ти річної дівчини, який був приготований для людоїдства.
Невідомо коли в селі викопали став — Острів. В центр ставка скидали землю, що утворило острів, де росли дуже старі дерева. Острів знищили під час проведення меліоративних робіт у 1970-х роках.
12 червня 2020 року, відповідно до розпорядження Кабінету Міністрів України № 730-р «Про визначення адміністративних центрів та затвердження територій територіальних громад Чернігівської області», увійшло до складу Корюківської міської громади.
19 липня 2020 року, в результаті адміністративно-територіальної реформи та ліквідації колишнього Корюківського району, село увійшло до складу новоутвореного Корюківського району.

## Демографія
Згідно з переписом УРСР 1989 року чисельність наявного населення села становила 678 осіб, з них 290 чоловіків та 388 жінок.
За переписом населення України 2001 року в селі мешкали 504 особи.
За даними сайту Верховної Ради України у Домашлині станом на початок 2012 року мешкає 505 осіб.
| 1866 | 1897 | 1988 | 2012 |
| ---- | ---- | ---- | ---- |
| 873  | 1736 | 658  | 505  |
| ▲    | ▲    | ▼    | ▼    |

### Мова
Розподіл населення за рідною мовою за даними перепису 2001 року:
| Мова       | Відсоток |
| ---------- | -------- |
| українська | 98,61 %  |
| російська  | 0,99 %   |
| білоруська | 0,20 %   |
| угорська   | 0,20 %   |

## Історичні пам'ятки
Поблизу села був виявлений курган часів Київської Русі.

## Відомі люди
Народилися
Пуховий Іван Іванович (нар. 1943) - український науковець, доктор технічних наук, професор НТУУ "Київський політехнічний інститут", автор багатьох наукових публікацій і винаходів.
- Симоненко Михайло Кіндратович (1915—1989) — радянський науковець, педагог, ректор Одеського державного педагогічного інституту імені К. Д. Ушинського. Кандидат економічних наук.
- Славоросов Харитон Никандрович (справжнє прізвище — Семене́нко; 1886—1941) — український авіаінженер, спортсмен. Один з перших авіаторів Російської імперії.

Мешкали
- Більченко Федір Лук'янович — Герой Радянського Союзу. На початку 1945 року відзначився в боях за звільнення м. Зволень (Польща)[15].
- Орешко С. Г. — учасник штурму Рейхстагу.